# Ácido cloroáurico
El ácido cloroaúrico es un compuesto inorgánico cuya fórmula química es H[AuCl4]. Forma hidratos H[AuCl4]-nH2O. Se conocen tanto el trihidrato como el tetrahidrato. Ambos son sólidos de color amarillo anaranjado formados por el anión planar [AuCl4]-. A menudo, el ácido cloroaúrico se manipula como solución, como las que se obtienen por disolución del oro en agua regia. Es un sólido de color amarillo que se usa en la purificación y extracción del oro.

## Propiedades químicas

### Acidez
El ácido cloroáurico es  un ácido monoprótico fuerte.

### Estructura
El  ácido cloroáurico forma un tetrahidrato cristalino que contiene H
5O+
2·AuCl−
4 con dos moléculas de agua. El anión AuCl−
4 tiene una geometría molecular cuadrada plana. La distancia Au-Cl es de aproximadamente 2.28 Å. Otros complejos d8 adoptan una estructura similar, como el [PtCl4]2−.

## Seguridad
El  ácido cloroáurico es un ácido bastante fuerte, así que irrita fácilmente los ojos, la piel y las mucosas. El ácido cloroáurico concentrado es muy corrosivo para la piel. Se requieren medidas de precaución adecuadas, como guantes y gafas, al manipularlo.

## Producción
El ácido cloroáurico se produce al disolver oro en aqua regia. (una mezcla de ácido nítrico y ácido clorhídrico concentrados) y evaporando cuidadosamente la solución:
Au + HNO3 + 4 HCl→ HAuCl4 + NO + 2 H2O
En algunas condiciones, puede utilizarse oxígeno como oxidante. Para una mayor eficacia, estos procesos se llevan a cabo en autoclaves, lo que permite un mayor control de la temperatura y la presión. Alternativamente, se puede producir una solución de H[AuCl] por electrólisis de oro metálico en ácido clorhídrico:
2 Au(s) + 8 HCl(aq) → 2 H[AuCl
4](aq) + 3 H
2(g)
Para evitar la deposición de oro en el cátodo, la electrólisis se lleva a cabo en una célula equipada con una membrana. Este método se utiliza para refinar el oro. Parte del oro permanece en la solución en forma de [AuCl2]-.

## Usos
El ácido cloroaúrico es el precursor utilizado en la purificación del oro por electrólisis.
La extracción líquido-líquido del ácido cloroaúrico se utiliza para la recuperación, concentración, purificación y determinación analítica del oro. De gran importancia es la extracción de H[AuCl4] del medio clorhídrico mediante extractantes que contienen oxígeno, como alcoholes, cetonas, éteres y ésteres. La concentración de oro(III) en los extractos puede superar 1 mol/L. Los extractantes utilizados con frecuencia para este fin son dibutilglicol, metilisobutilcetona, tributilfosfato, diclorodietiléter (clorex).
En histología, el ácido cloraúrico se conoce como "cloruro de oro marrón", y su sal sódica Na[AuCl4] (tetracloroaurato(III) de sodio) como "cloruro de oro", "cloruro de oro sódico" o "cloruro de oro amarillo". La sal sódica se utiliza en un proceso denominado "tonificación" para mejorar la definición óptica de las secciones de tejido teñidas con plata.

## Efectos sobre la salud y seguridad
El ácido cloroaúrico es un fuerte irritante de los ojos, la piel y las mucosas. El contacto prolongado del ácido cloroaúrico con la piel puede provocar la destrucción de los tejidos. El ácido cloroaúrico concentrado es corrosivo para la piel y, por lo tanto, debe manipularse con el cuidado adecuado, ya que puede causar quemaduras en la piel, daños permanentes en los ojos e irritación de las membranas mucosas. Se deben utilizar guantes al manipular el compuesto.